# 圣欧瑟伯主教座堂
圣欧瑟伯主教座堂（義大利語：Cattedrale di Sant'Eusebio）是天主教韦尔切利总教区的主教座堂，位于意大利皮埃蒙特大区韦尔切利，供奉韦尔切利的首位主教圣欧瑟伯。

## 历史
该堂的历史可追溯到公元4世纪，据信是由圣欧瑟伯本人兴建在古代卫城之上，他去世后也安葬于此。5世纪哥特人入侵时教堂被毁，此后曾多次重建。在12世纪建成目前的钟楼。16世纪下半叶完全重建教堂。